# 本間ひまわり
本間ひまわり（ほんま ひまわり、8月10日 - ）は、にじさんじに所属するバーチャルライバーである。愛称はほんひまなど。キャラクターデザインはやすも。

## 来歴
2018年7月に笹木咲、闇夜乃モルルとともに活動を開始した。2018年末まではゲーム実況に特化した内部ユニット「にじさんじゲーマーズ」所属だった。その名残りで現在でもゲーム配信を中心に活動している。なお、2018年12月末より本間ひまわりが所属する「にじさんじゲーマーズ」や「にじさんじSEEDs」は「にじさんじ」に統合された。
2020年1月にはレーベルSACRA MUSICからのメジャーデビューが発表されるとともに、同日よりにじさんじとソニー・ミュージックレーベルズの共同プロジェクト「しのごの」に月ノ美兎と参加している。
2021年12月31日、オリジナル楽曲「Sun! Sun! Sunflower」をSACRA MUSICより配信。

## 人物
いつも頭に付けているひまわりと明るい笑顔が特徴的な女子高生である。
生配信などで見せる、人々に元気を与えるような明るい言動に定評がある。「おはござー！」という挨拶が定番となっている。
同じくにじさんじに所属するドーラ、葛葉、社築と共にユニット「ド葛本社」（どくずほんしゃ）として活動することがある。ド葛本社は家族のような雰囲気を持ったユニットと内外から評される。

## 出演

### ゲーム
- 暁のブレイカーズ（2020年、本人役[10]）
- デュエル・マスターズ プレイス（2020年、本人役[11]）

### イベント
- ド葛本社のドタバタ家族旅行in京都[8]
- にじさんじ おこしやす喫茶[12]
- BILIBILI WORLD 2019 広州[13]
- にじさんじ Music Festival -Powered by DMM music-[14]
- にじさんじ Kawaii cafe[15]
- NIGHT ESCAPE - 時計仕掛けのにじさんじ -[16]
- 月ノ美兎アーティスト生活向上委員会（ゲスト）[6]
- にじさんじJAPAN TOUR 2020 Shout in the Rainbow! 難波公演[17]
- にじさんじ Anniversary Festival 2021（2021年2月28日 東京ビッグサイト）[18]
- V-Carnival（2021年4月3日 オンライン）[19]

### テレビ番組
- 超人女子戦士 ガリベンガーV（ゲスト、テレビ朝日、2019年8月15日）
- OSAKAミライフ[20]（関西テレビ、2021年3月7日 - 3月28日[21]）
- KANSAIミライフ[22]（関西テレビ、2021年7月4日 - 9月26日 ）

### MV
- HIMEHINA『愛包ダンスホール』（2023年12月）[23]

## タイアップ・コラボレーション
- にじさんじ Fragrance5 香水（買えるAbemaTV社とにじさんじのコラボレーション）[24]
- VtuberLand2019 にじさんじWEEK（よみうりランドとにじさんじのコラボレーション）[25]

## ディスコグラフィ

### 音楽配信
レーベル - しのごの/SACRA MUSIC（ソニー・ミュージックレーベルズ）
| 投稿日         | タイトル                                | 歌           | 楽曲製作者                        | 備考                             |
| -------------- | --------------------------------------- | ------------ | --------------------------------- | -------------------------------- |
| 2021年12月31日 | Sun! Sun! Sunflower                     | 本間ひまわり | 作詞・作曲・編曲 - ヒゲドライバー | ジャケットイラストはなもりが担当 |
| 2022年10月12日 | Pa-Pa-Paザ★PARTY★NIGHT★                 | 本間ひまわり | 作詞・作曲・編曲 - 伊藤和馬       |                                  |
| 2022年10月12日 | シュガーレスガール                      | 本間ひまわり | 作詞・作曲・編曲 - 高木龍一       |                                  |
| 2023年8月21日  | 真・ひまわりんぐナイト 〜慟哭だも〜ん〜 | 本間ひまわり | 作詞:まろん、作曲:ARM             |                                  |

### 参加作品
| 発売日         | 商品名                   | 歌 | 楽曲                     | 備考                          |
| -------------- | ------------------------ | --- | ------------------------ | ----------------------------- |
| 2019年8月9日   | Virtual to Live          | 月ノ美兎、静凛、樋口楓、える、剣持刀也、森中花咲、シスター・クレア、緑仙、ドーラ、本間ひまわり、鷹宮リオン、ジョー・力一 | 「Virtual to Live」      |                               |
| 2019年11月4日  | Fam☆Fam☆Time!            | ド葛本社（ドーラ、葛葉、本間ひまわり、社築）                                                                             | 「Fam☆Fam☆Time!」        |                               |
| 2019年11月27日 | にじさんじMusic MIX UP!! | usus（本間ひまわり、ドーラ）                                                                                             | 「Buzz!!りムーヴメント」 |                               |
| 2020年3月18日  | SMASH The PAINT!!        | 本間ひまわり | 「青春モード!もう1回!!」 | 作詞・作曲・編曲 - HoneyWorks |

### タイアップ曲
| 公開日        | タイトル       | 歌                                       | 備考                                        |
| ------------- | -------------- | ---------------------------------------- | ------------------------------------------- |
| 2021年8月12日 | アソビタリナイ | 月ノ美兎、笹木咲、本間ひまわり、鈴鹿詩子 | ソーシャルゲーム「荒野行動」S19テーマソング |